# Conorboidoidea
Conorboidoidea, tradicionalmente denominada Conorboidacea, es una superfamilia de foraminíferos del suborden Robertinina y del orden Robertinida. Su rango cronoestratigráfico abarca desde el Aptiense superior (Cretácico inferior) hasta el Maastrichtiense (Cretácico superior).

## Clasificación
Conorboidoidea incluye a la siguiente familia:
- Familia Conorboididae